# Leucrocuta hebe
Leucrocuta hebe är en dagsländeart som först beskrevs av Mcdunnough 1924.  Leucrocuta hebe ingår i släktet Leucrocuta och familjen forsdagsländor. Inga underarter finns listade i Catalogue of Life.